# Little Brother (Roman)
Little Brother ist ein Roman von Cory Doctorow. Er wurde 2008 veröffentlicht.
Das Thema dieser Erzählung ist der moderne Überwachungsstaat, am fiktiven Beispiel von San Francisco, das nach einem Terroranschlag ein Polizeistaat wird. Sowohl die Konsequenzen, die sich daraus für die Menschen ergeben, als auch die Möglichkeiten wie man sich dagegen wehren kann, werden anhand eines Schülers gezeigt.

## Hauptpersonen
- Marcus Yallow alias w1n5t0n (gesprochen Winston), später M1k3y (gesprochen Mikey)
- Angela Carvelli (kurz Ange), Freundin von Marcus
- Jose Luis Torrez (kurz Jolu), Freund von Marcus
- Vanessa Pak (kurz Van), Freundin von Marcus
- Darryl Glover, verschollener bester Freund von Marcus
- Barbara Stratford, investigative Reporterin
- Carrie Johnstone alias Frau Zirkelschnitt, Soldatin des Ministeriums für Heimatschutz

## Handlung
Der 17-jährige Schüler Marcus Yallow, der eine Schule in San Francisco besucht und sich mit Sicherheitssystemen beschäftigt, wird Zeuge eines Terroranschlages auf die Bay Bridge. Anschließend werden er und seine Freunde durch die Heimatschutzbehörde (Department of Homeland Security – kurz DHS) festgenommen, verhört und gefoltert, da er Hobbyhacker ist und sich weigert, seine privaten Passwörter preiszugeben.
Als er nach einigen Tagen die Passwörter verrät, und nichts Verdächtiges auf seinem Handy gefunden werden kann, wird er freigelassen. Er kehrt nach Hause zurück und bemerkt, dass sein Laptop manipuliert wurde, und er von einem Tag auf den anderen zu einem gläsernen Menschen wurde. Als Reaktion darauf erklärt er dem DHS den Krieg. Außerdem wird sein Freund Darryl, der in der Panik nach dem Anschlag verletzt wurde, noch immer vermisst.
Mittels einer Distribution von Linux (ParanoidLinux, zum Zeitpunkt der Erstveröffentlichung des Romans fiktiv) gründet Marcus das sogenannte Xnet, ein Kommunikationsnetzwerk, das der Widerstandsbewegung (Xnetter) eine verschlüsselte Kommunikation ermöglicht. Da die gesamte Stadt durch ein Überwachungssystem ununterbrochen beobachtet wird, findet Marcus schnell eine Schwachstelle: Wenn zu viele Fehlalarme, ausgelöst durch ungewöhnliche Bewegungsprofile, gegeben werden, bricht das System zusammen. Und so veröffentlicht er im Xnet eine Anleitung, wie man solche Fehlalarme provozieren kann (nämlich durch Auslesen und Verändern der FasTrack-Karten – einer Art „automatischer Stadt-Maut-Karte“).
Als der Kollaps kurz bevorsteht, begreift das DHS die Sabotage und versucht gegen das Xnet vorzugehen, die jetzt auch als Terroristen angesehen werden. Das Xnet wird von DHS-Agenten infiltriert und ebenfalls überwacht, wodurch Marcus gezwungen wird, das Medium zu wechseln: Er gründet ein Web of Trust.
Marcus hat nur mehr eine Wahl: Er muss seine Geschichte veröffentlichen. Nach einem ersten gescheiterten Versuch, bei dem seine Aussagen nach Belieben der jeweiligen Zeitung (sehr zu seinem Nachteil) interpretiert werden, bittet er Barbara Stratford, eine Reporterin und alte Freundin der Familie, die Wahrheit zu veröffentlichen.
Mit Barbara Stratfords Hilfe schafft es Marcus schlussendlich, die Stadt von dem DHS und seinen Freund Darryl aus der Gefangenschaft des DHS zu befreien.

## Sonstiges
Cory Doctorow hat dieses Werk unter der Creative-Commons-Lizenz Attribution-Noncommercial-ShareAlike (CC-BY-NC-SA) veröffentlicht, die es jedermann erlaubt, das Werk frei zu verbreiten und zu bearbeiten, solange dies nicht kommerziell geschieht und Bearbeitungen unter der gleichen Lizenz weitergegeben werden.
Unter Nutzung dieser Lizenz hat Christian Wöhrl eine deutsche Übersetzung des Romans angefertigt, aus dieser hat Fabian Neidhardt ein Hörbuch gemacht.
Eine andere Übersetzung (von Uwe-Michael Gutzschhahn) ist im Rowohlt Verlag erschienen.
Der Titel ist angelehnt an in George Orwells 1984 genannten Big Brother. Ebenfalls der Name w1n5t0n ist an die Hauptperson von 1984, Winston Smith, angelehnt.

## Fortsetzung
Die Fortsetzung von Little Brother wurde unter dem Originaltitel Homeland im Februar 2013 veröffentlicht. Die deutsche Version erschien am 30. September 2013 hingegen unter dem Titel Little Brother – Homeland. Die zweite Fortsetzung (Originaltitel: Attack Surface) erschien am 1. Oktober 2020, die deutsche Ausgabe am 10. Januar 2022 unter dem Titel Little Brother – Die Sabotage. Mit Erscheinen der zweiten Fortsetzung wurden die deutschen Titel der ersten beiden Bücher vom deutschen Verlag Heyne geändert, die Bücher werden nun vermarktet als:
1. Little Brother – Der Aufstand
2. Little Brother – Die Revolution
3. Little Brother – Die Sabotage